# Skala molowa
Skala molowa (z łac. mollis – miękki), zwana też minorową (z łac. minor – mniejszy, odnosi się do tercji małej zawartej między I a III stopniem skali) – siedmiostopniowa skala z charakterystycznym półtonem między stopniami II i III. Uważa się skale molowe i oparte na nich utwory muzyczne za mające smutne brzmienie, w odróżnieniu od skal durowych. 

## Odmiany skal minorowych

### Skala minorowa eolska (naturalna)
Skala minorowa eolska (naturalna) to taka skala minorowa, w której sekundy małe zawarte są tylko pomiędzy stopniami II–III i V–VI. Pomiędzy pozostałymi stopniami skali występują sekundy wielkie. Zbudowana jest z dwóch tetrachordów: doryckiego i lidyjskiego.
Ze względu na archaizujący charakter, używana jest często w stylizacjach. Brak dźwięku prowadzącego rozluźnia tradycyjne brzmienie zwłaszcza w kadencjach utworów.
| Posłuchaj skali minorowej eolskiej (naturalnej): wstępującejⓘ zstępującejⓘ | a moll eolski (naturalny) |

### Skala minorowa harmoniczna
Skala minorowa harmoniczna to taka skala minorowa, w której sekunda mała zawarta jest pomiędzy stopniami II–III, V–VI oraz VII–VIII (powtórzony I stopień o oktawę wyżej). Pomiędzy stopniami VI–VII powstaje sekunda zwiększona. Siódmy stopień, podobnie jak w skali durowej, ma charakter dźwięku prowadzącego. Ta odmiana jest najbardziej popularna. Podsumowując, jest to skala minorowa naturalna z podwyższonym VII stopniem.
| Posłuchaj skali minorowej harmonicznej: wstępującejⓘ zstępującejⓘ | a moll harmoniczny. |

### Skala minorowa dorycka
Skala minorowa dorycka to taka skala minorowa, w której sekunda mała zawarta jest pomiędzy stopniami II–III i VII–VIII (powtórzony I stopień o oktawę wyżej).  Podsumowując, jest to skala minorowa naturalna z podwyższonym stopniem VI i VII.
| Posłuchaj skali minorowej doryckiej: wstępującejⓘ zstępującejⓘ | a moll dorycki. |

### Skala minorowa melodyczna
Skala minorowa melodyczna to połączenie odmiany doryckiej (w kierunku wznoszącym) i naturalnej (w kierunku opadającym).
| Posłuchaj skali minorowej melodycznej: wstępującejⓘ zstępującejⓘ |

### Skala chromatyczna minorowa
Skala chromatyczna minorowa to skala dwunastostopniowa oparta na skali minorowej naturalnej. Powstaje ona przez wstawienie między sekundy wielkie dodatkowego dźwięku. W efekcie taka skala jest zbudowana z samych półtonów (sekund małych lub prym zwiększonych).
Przyjęto jako zasadę stosowanie zmian chromatycznych w utworach według poniższych schematów.
| Skala minorowa chromatyczna wstępująca |
| --- |
| Skala minorowa chromatyczna w kierunku wstępującym wygląda identycznie, jak skala durowa nieregularna o tym samym materiale dźwiękowym (równoległa). Dla a-moll będzie to materiał dźwiękowy gamy C-dur: Zapełnione nuty to materiał dźwiękowy gamy. Kropką zaznaczono dźwięk c. Dla porównania gama C-dur chromatyczna, nieregularna: |
| Skala minorowa chromatyczna zstępująca |
| Skala minorowa chromatyczna w kierunku opadającym wygląda identycznie, jak skala durowa jednoimienna nieregularna. Dla a-moll będzie to A-dur: Zapełnione nuty to materiał dźwiękowy gamy A-dur. W praktyce oznacza to, ze materiał dźwiękowy skali chromatycznej minorowej jest taki sam w porządku wstępującym i zstępującym.        |

## Określanie tonacji molowych
Określenie tonacji molowej, w której został napisany utwór, sprowadza się do określenia tonacji durowej na podstawie znaków przykluczowych. Nazwa tonacji molowej pochodzi od dźwięku niższego o tercję małą od prymy tonacji durowej w ten sposób określonej. Tryb określa się, analizując przebieg utworu.
Przykład:
1. Utwór w trybie molowym został napisany w tonacji zawierającej 4 krzyżyki (fis, cis, gis oraz dis), które określają tonację E-dur.
2. Dźwięk położony o tercję małą niżej od e to cis. Utwór jest napisany w tonacji cis-moll.

## Budowanie gam molowych
Budowanie gamy molowej sprowadza się do określenia znaków przykluczowych gamy durowej naturalnej w prymie położonej o tercję małą wyżej niż pryma zadanej gamy molowej. Odpowiednią odmianę gamy uzyskuje się, umieszczając przygodne znaki chromatyczne.

### Gamy molowe
Gamy molowe w systemie tonalnym 12-dźwiękowym równomiernie temperowanym:
- kolejno (c-c): c-moll, cis-moll/des-moll, d-moll, dis-moll/es-moll, e-moll/fes-moll, f-moll/eis-moll, fis-moll/ges-moll, g-moll, gis-moll/as-moll, a-moll, ais-moll/b-moll, h-moll/ces-moll
- kolejno zgodnie z kołem kwintowym:
  - bez znaków przykluczowych: a-moll
  - bemolowe: d-moll, g-moll, c-moll, f-moll, b-moll, es-moll, as-moll
  - krzyżykowe: e-moll, h-moll, fis-moll, cis-moll, gis-moll, dis-moll, ais-moll (jak widać, 3 ostatnie pokrywają się z 3 ostatnimi bemolowymi w odwrotnej kolejności)